# L'Homme de sable
Pour les articles homonymes, voir L'Homme de sable (homonymie).
L'Homme de sable est un roman de Jean Joubert publié le 9 septembre 1975 aux éditions Grasset et ayant reçu le prix Renaudot la même année.

## Adaptations
Le roman a été adapté en 1976 dans le téléfilm de Jean-Paul Carrère.

## Éditions
- L'Homme de sable, éditions Grasset, 1975,  (ISBN 978-2246002499).